# چهارگاه
دستگاه چهارگاه، یکی از دستگاه‌های موسیقی ایران است. چهارگاه از نظر مُدال دستگاهی متمایز است و داریوش طلایی دانگ اول چهارگاه را یکی از چهار دانگ اصلی موسیقی ایرانی می‌داند.
برخلاف برخی دیگر از دستگاه‌ها، دستگاه چهارگاه همنام یکی از مقام‌های قدیم موسیقی ایرانی نیست. درجات چهارگاه نیز با درجات اصلی هیچ یک از مقام‌ها مطابقت ندارند. با این حال لفظ «چهارگاه» محدود به ردیف موسیقی ایران نیست و در موسیقی‌های مبتنی بر مقام نیز به کار می‌رفته‌است. در موسیقی عربی، چهارگاه (با املای «جهارکاه») جزو زیرشاخه‌های خانوادهٔ عجم طبقه‌بندی می‌شود اگرچه مقام دیگری به نام «چهارگاه ترکی» نیز وجود دارد که در خانوادهٔ حجاز طبقه‌بندی می‌شود. در موسیقی ترکی نیز چهارگاه یکی از مقام‌های سیزده‌گانهٔ اصلی دانسته می‌شود و حسین سعدالدین آرل آن را مقام اصلی موسیقی ترکی قلمداد کرده‌است. به لحاظ فواصل موسیقی، چهارگاه در موسیقی ترکی، عربی و ایرانی مفهوم یکسانی نیست. با این حال می‌توان بین این مفاهیم با کمک مقام‌های زنگوله و حجاز تا حدی ارتباط برقرار کرد.
دستگاه چهارگاه در ردیف موسیقی ایرانی صاحب گوشه‌هایی است که برخی احساس اندوه، برخی حالت وقار و متانت، و برخی حس شادی را به همراه دارند، و از همین رو این دستگاه برای نشان دادن تمام حالات و احساسات مناسب دانسته شده‌است. برخی از گوشه‌های مهم دستگاه چهارگاه از بم به زیر عبارتند از زابل، مویه، حصار، مخالف، مغلوب، حزین و منصوری. دستگاه چهارگاه از طریق گوشه‌هایی همچون گوشهٔ مخالف، امکان پرده‌گردانی به دستگاه همایون را دارد و همچنین هر یک از دانگ‌های چهارگاه می‌تواند دانگ دوم بیات اصفهان فرض شود. همچنین دستگاه چهارگاه، به لحاظ نام گوشه‌ها و ساختار ردیف، با دستگاه سه‌گاه رابطهٔ نزدیکی دارد.

## تاریخچه و اهمیت

درجات شعبهٔ چهارگاه

در موسیقی قدیم ایران، علاوه بر دوازده مقام اصلی و شش آواز (که در پایین توضیح داده شده‌اند)، بیست و چهار شعبه نیز وجود داشته‌است. این شعبات توالی‌هایی از دو نت تا هشت نت بوده‌اند و نام یکی از آن‌ها «چهارگاه» بود؛ شعبهٔ چهارگاه، یکی از دو شعبهٔ مقام زنگوله بود. بعد از تحول مقام به دستگاه برخی از دستگاه‌ها، از جمله چهارگاه، نامشان را از همین شعبات گرفتند. (البته فواصل دستگاه چهارگاه، با فواصل این دانگ مطابقت ندارد؛ دانگ چهارگاهِ قدیم را امروزه می‌توان در دانگ بیات ترک یافت) در عین حال، لفظ چهارگاه برای توصیف شعبه‌هایی که چهار نغمه داشته باشند نیز به کار می‌رفته‌است (و این شامل شعبهٔ چهارگاه، و شعبات دیگری نظیر رَکب، مُبَرقَع، ماهور، کردانیا، و نوروزِ خارا نیز می‌شده‌است. در دوران صفویه و در گیرودار شکل‌گیری مفهومی که امروزه با نام «دستگاه» شناخته می‌شود، چهار «شَد» تعریف می‌شده که چهارگاه یکی از این شَدود چهارگانه بوده‌است.
اگرچه تقریباً تمام صاحب‌نظران معاصر، دستگاه شور را مهم‌ترین دستگاه موسیقی ایرانی می‌دانند و به آن «مادر همهٔ دستگاه‌ها» می‌گویند، اما عده‌ای، همچون هرمز فرهت و داریوش صفوت، دستگاه شور را به خاطر قدمت کمترش اصلی نمی‌دانند و در مقابل، دستگاه چهارگاه را به خاطر این که دو دانگ متقارن دارد، دستگاه اصلی می‌دانند. داریوش طلایی همچنین در کتاب تحلیل ردیف روشی را برای به دست آوردن تمام دستگاه‌ها و گوشه‌های موسیقی با کمک چهار دانگ اصلی معرفی می‌کند که در آن دانگ نخست چهارگاه، یکی از این چهاردانگ اصلی است.
دستگاه چهارگاه به جهت آن که گستره‌ای از حالات و صفات موسیقی ایرانی را در خود دارد نیز مهم دانسته می‌شود. روح‌الله خالقی در کتاب نظری به موسیقی چهارگاه را از این جهت که هم گوشه‌های شاد دارد و هم گوشه‌های حزین و هم گوشه‌هایی که احساساتی همچون وقار، متانت، و بردباری را نمایش می‌دهند، دستگاهی مناسب برای «نشان دادن تمام حالات و صفات و کیفیات» توصیف می‌کند.
چهارگاه نام چهارمین نت در گام پایهٔ موسیقی عربی نیز هست (ر.ک. مقام (موسیقی) § موسیقی عربی). مقام چهارگاه نیز نزد قاریان قرآن اهمیت ویژه‌ای دارد و جزو گروهی از مقام‌ها با نام «مقام‌های مکّی» طبقه‌بندی می‌شود.
در موسیقی ترکی، حسین سعدالدین آرل سیزده مقام اصلی را با کمک شش دانگ (جنس) اصلی تعریف می‌کند که دانگ چهارگاه یکی از این شش دانگ اصلی است، و مقام چهارگاه نیز از دید او مقامِ اصلی موسیقی ترکی است. اما آنچه آرل به عنوان چهارگاه تعریف کرد در واقع گام بزرگ غربی است و با مفهوم چهارگاه در موسیقی مقامی یکسان نیست. به بیان دیگر، او گام بزرگ از پایهٔ نت دو (نت موسیقی) را در قالب یک مقام اختراعی ارائه کرد و برای این مقام اختراعی، نام «چهارگاه» را به کار گرفت که در آن زمان در موسیقی ترکی منسوخ شده بود. اگر چه این مقام جدید به خودی خود مورد استقبال قرار نگرفت، اما از آنجا که پایهٔ نت‌نویسی مقام‌ها مبتنی بر روشی شد که تا امروز هم رایج است، همچنان جزو مقام‌های سیزده‌گانه برشمرده می‌شود. (ر.ک. مقام (موسیقی) § موسیقی ترکی) از این حیث، چهارگاه در موسیقی ترکی (و مصری) با دستگاه ماهور در موسیقی ایرانی قابل مقایسه است.

## رابطه در موسیقی ایرانی، عربی و ترکی
همچنان که پیشتر گفته شد، در موسیقی قدیم، چهارگاه یکی از شعبه‌های مقام زنگوله بوده‌است. آنچه در موسیقی ترکی امروز به عنوان مقام زنگوله تعریف می‌شود، از نظر فواصل دانگِ اولش با آنچه در موسیقی ایرانی به عنوان درآمد دستگاه چهارگاه شناخته می‌شود مطابقت دارد. در موسیقی ترکی مقام زنگوله متشکل از دو جنسِ حجاز دانسته می‌شود. در موسیقی عربی همین مقام، با نام «چهارگاه ترکی» زیر خانوادهٔ مقام‌های «حجاز» طبقه‌بندی می‌شود.

درجات مقام زنگوله در موسیقی ترکی

درجات درآمد دستگاه چهارگاه در موسیقی ایرانی

فاصلهٔ بین درجهٔ دوم و سوم دانگ اول درآمد دستگاه چهارگاه (لا کرن تا سی در تصویر) به اندازهٔ دوم بیش‌بزرگ است و این فاصله، در مقام‌های قدیم موسیقی ایران معمول نبوده‌است. به همین جهت برخی از موسیقی‌دانان معاصر ایرانی، دستگاه چهارگاه را به شکلی دیگر اجرا می‌کنند که در آن هیچ فاصله‌ای بزرگتر از فاصلهٔ دوم بزرگ (طنینی) وجود نداشته باشد. این نحوهٔ اجرای دستگاه چهارگاه، با مقام حجاز مطابقت دارد.

درجات درآمد دستگاه چهارگاه به شکلی که با سنت قدیم هماهنگ باشد

شکل دیگری از چهارگاه نیز در موسیقی معاصر ایران دیده می‌شود که در آن هیچ کدام از نت‌ها ریزپرده‌ای نیستند و همگی به فواصل نیم‌پرده‌ای موسیقی غربی تغییر یافته‌اند. علینقی وزیری این شکل از چهارگاه را که می‌توان روی سازهای غربی نظیر پیانو اجرا کرد، «چهارگاه فرنگی» می‌نامد.

## تحلیل ردیف
در ردیف موسیقی ایرانی، ترتیب گوشه‌های دستگاه چهارگاه کمابیش به این شکل است: ابتدا گوشه‌های درآمد و پس از آن گوشه زابل قرار دارند، گوشه‌های حصار و مخالف معمولاً یکی پس از دیگری می‌آیند، مغلوب بعد از مخالف می‌آید و منصوری پس از آن. این ترتیب، به شکلی است که گوشه‌ها به تدریج تمرکزشان روی درجه‌های بالاتر دستگاه خواهد بود: درآمد روی نت پایه متمرکز است؛ زابل روی درجهٔ سوم، حصار روی درجهٔ پنجم، مخالف روی درجهٔ ششم، و مغلوب و منصوری روی درجهٔ اکتاو (هشتم). استثنای این قاعده، گوشهٔ مویه و سه گوشهٔ دیگری است که با این ترتیب ناسازگارند و عبارتند از حُدی، پهلوی و رجز. در ردیف‌های قدیمی مویه بعد از زابل بوده اما در ردیف‌های جدید یا دیرتر مطرح می‌شود یا به کل مطرح نمی‌شود (مثلاً در ردیف آوازی دوامی مویه در چهارگاه کلاً مطرح نمی‌شود اگر چه در سه‌گاه مطرح می‌شود). گوشه‌های سه‌گانهٔ حدی، پهلوی و رجز که ساختار ریتمیک‌تری هم دارند، معمولاً همراه هم در ردیف می‌آیند و گاهی به کل در ردیف نیامده‌اند (مثلاً در ردیف صبا).
تحقیقات برونو نتل روی چهل‌وچهار اجرای ضبط شده از دستگاه چهارگاه نشان داد که گوشه‌های درآمد، زابل و مخالف تقریباً در تمام اجراها به کار رفته بودند، در حالی گوشه‌های حصار، منصوری، مویه و مغلوب تنها در نیمی از اجراها یافت می‌شدند و گوشه‌های حدی و رجز به همراه گوشه‌هایی که از دستگاه‌های دیگری آمده‌اند یا در ردیف وجود ندارند (نظیر شاه‌خطایی و چهاربیتی) تنها در یک یا دو مورد از اجراها وجود داشت. همچنین بیشتر اجراهای چهارگاه تنها سه گوشه را پوشش می‌دادند. از همین رو او سه گوشهٔ درآمد، زابل و مخالف را قلب دستگاه چهارگاه می‌نامد.

### گوشه‌ها
گوشه‌های دستگاه چهارگاه به قرار زیر هستند:
1. درآمد
2. پیش‌زنگوله و زنگوله
3. نغمه
4. کرشمه
5. مویه
6. زنگ شتر
7. زابل
8. بسته‌نگار
9. فرود
10. حصار
11. مخالف
12. حاجی حسنی
13. مغلوب
14. نغمه
15. حزین
16. حُدی
17. پهلوی
18. رجز
19. منصوری
20. لزگی
21. متن و حاشیه
22. رِنگ شهرآشوب

از بین این گوشه‌ها، چند موردش با تغییر مد همراه هستند (شامل زابل، مویه، حصار، مخالف و منصوری) و طلایی به خاطر اهمیت مدال این گوشه‌ها، آن‌ها را «گوشه‌های درجه یک» دستگاه چهارگاه نامیده‌است. بقیهٔ گوشه‌ها در مد یکی از این گوشه‌های اصلی اجرا می‌شوند (مثلاً زنگ شتر در مد درآمد چهارگاه، و بسته‌نگار در مد زابل اجرا می‌شود).
پیش‌زنگوله
این گوشه یک الگوی تکراری مشخص دارد، و پیش از گوشهٔ زنگوله اجرا می‌شود.
زنگوله
این گوشه همنام یکی از مقام‌های موسیقی قدیم ایران است (مقام زنگوله) اما امروزه در بیشتر دستگاه‌های موسیقی گوشه‌ای با این نام وجود دارد که با آهنگ موزونش شناخته می‌شود. احتمال دارد که در گذشته نیز این گوشه همین آهنگ موزون را داشته و اکنون تنها ضرب‌آهنگ آن به یادگار مانده باشد.
زنگِ شتر
آهنگ این گوشه، یادآور حرکت شتری است که زنگوله‌ای به گردن دارد. وجه مشخصهٔ این گوشه از نظر ضرب‌آهنگ، الگویی است متشکل از یک نت کوتاه که به یک نت ممتد جهش می‌کند (این جهش از نت بم به نت زیر رخ می‌دهد) و این  الگو بارها پشت سر هم تکرار می‌شود و در آن نت اول ثابت می‌ماند اما نت دوم تغییر می‌کند. گوشه‌ای به همین نام در دستگاه سه‌گاه نیز وجود دارد و اجرایش در آن دستگاه متداول‌تر است تا در چهارگاه.
زابُل
نت شاهد و ایست آن در درجهٔ سوم و خاتمهٔ آن در نت پایه چهارگاه است. گوشه‌ای به همین نام در دستگاه سه‌گاه نیز یافت می‌شود.
مویه
گوشه‌ای است حزن‌انگیز که در دانگ دوم چهارگاه اجرا می‌شود. به بیان دیگر، مویه در چهارگاهی اجرا می‌شود که یک چهارم درست بالاتر از نت پایه درآمد چهارگاه قرار دارد و با اجرای گوشهٔ مویه می‌توان به چهارگاه دومی تغییر مایه داد (مثلاً از چهارگاهِ دو به چهارگاهِ فا)؛ برای این منظور درجهٔ پنجم چهارگاه نیز می‌بایست ربع پرده پایین بیاید (مثلاً در چهارگاهِ دو، از سل به سل کرن تغییر یابد). گوشهٔ مویه نهایتاً به مدار اصلی چهارگاه (یعنی نت پایهٔ درآمد چهارگاه) فرود می‌آید و خاتمه‌اش معمولاً با تحریرهای فراوان همراه است.
گوشه‌ای با همین نام در دستگاه سه‌گاه نیز وجود دارد که در فواصل درجه‌های سوم تا پنجم سه‌گاه گردش می‌کند. از جهت موقعیت درجات، گوشه‌های مویه در سه‌گاه و چهارگاه به هم شباهت دارند.
فرود
این که فرود نام یک گوشه را به خود اختصاص بدهد رایج نیست (فرود معمولاً قسمت پایانی یک گوشه است که در آن به فضای مد درآمد بازگشت می‌شود)؛ احتمال دارد این که گوشهٔ فرود در اینجا به عنوان یک گوشهٔ مستقل نام برده شده ناشی از آن باشد که در این گوشه (که همیشه پس از مویه اجرا می‌شود) درجهٔ پنجم چهارگاه دوباره بکار می‌شود. جالب توجه آن که خود این گوشه نیز، مانند بیشتر گوشه‌ها، یک قسمت پایانی دارد که به عبارتی فرودِ این گوشه است.
زنگ شتر
این گوشه نیز در مایهٔ درآمد چهارگاه اجرا می‌شود و وجه مشخصه‌اش ضرب‌آهنگ مخصوص آن است.
حصار

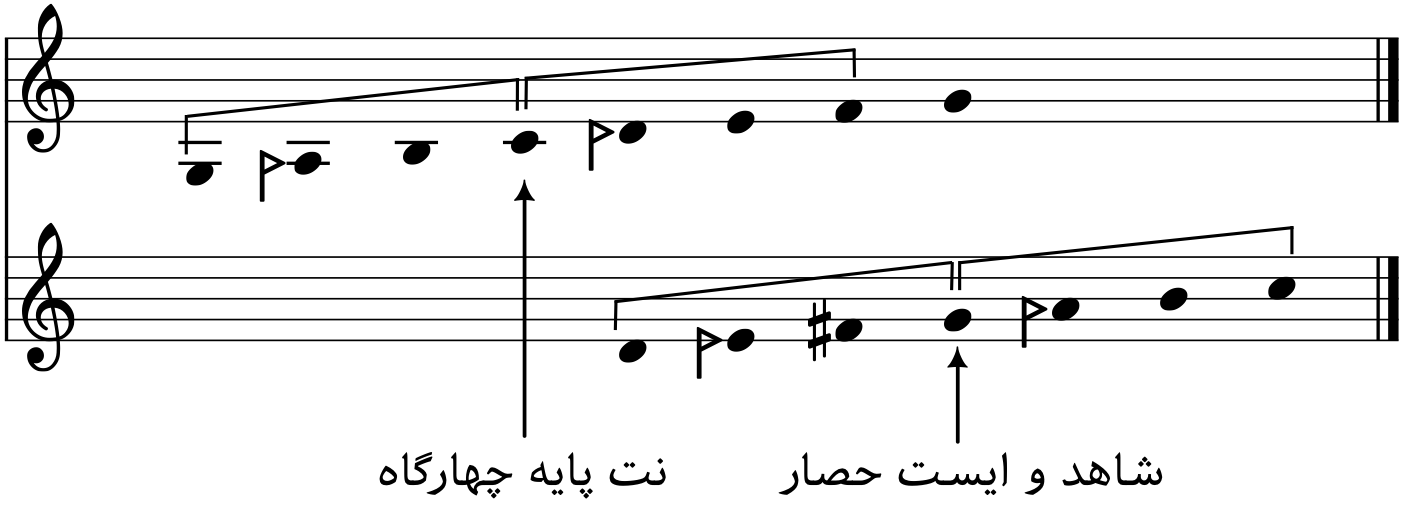
رابطهٔ گوشهٔ حصار با محور اصلی چهارگاه: در بالا چهارگاهِ دو نشان داده شده که درجهٔ پنجم آن (سُل) نت شاهد و ایست حصار است؛ در پایین گوشهٔ حصار نشان داده شده که خودش یک چهارگاه جدید برپایهٔ نت سل می‌سازد.

نت شاهد و ایست آن درجهٔ پنجم چهارگاه است و فواصل آن متناسب با چهارگاهی است که از درجهٔ پنجم درآمد ساخته بشود. با استفاده از حصار، می‌توان به این چهارگاهِ بالاتر تغییر مایه داد (مثلاً از چهارگاهِ دو به چهارگاهِ سل). این چهارگاهِ جدید، با درجات چهارگاه اول مطابقت ندارد لذا گوشهٔ حصار عملاً امکان تغییر کلید به یک چهارگاه جدید و متفاوت را فراهم می‌کند. از این جهت، گوشهٔ حصار در چهارگاه با گوشهٔ حصار در سه‌گاه شباهت دارد (در سه‌گاه نیز حصار عامل تغییر کلید است). قطعهٔ «حصار» حسین علیزاده با الهام از این گوشه در دستگاه چهارگاه ساخته شده است.
مخالف
نت شاهد آن در درجهٔ ششم چهارگاه است و تأثیر دستگاه همایون را دارد و به کمک آن می‌توان به دستگاه همایون پرده‌گردانی کرد. گسترهٔ صوتی مخالف چهارگاه، از چهار درجه پایین‌تر از نت شاهدش (یعنی درجهٔ دوم چهارگاه) تا دو درجه بالاتر از نت شاهد (یعنی درجهٔ هشتم چهارگاه) است. از جهت تغییر مایه به درجهٔ ششم دستگاه، گوشهٔ مخالفِ چهارگاه به گوشهٔ مخالف سه‌گاه شباهت دارد. در سه‌گاه این تغییر مایه امکان پرده‌گردانی به بیات اصفهان را فراهم می‌کند و در چهارگاه امکان پرده‌گردانی به دستگاه همایون.
نغمه
نام این گوشه در ردیف میرزاعبدالله برای دستگاه چهارگاه، دو بار آمده‌است؛ یکی در ابتدای دستگاه و دومی پس از گوشهٔ مخالف. گوشهٔ نغمه در کل این ردیف ۱۰ بار آمده‌است و ماهیت آن‌ها جز از نظر این که همگی موزون هستند با یکدیگر ارتباطی ندارد.
مغلوب
این گوشه در اوج چهارگاه اجرا می‌شود. شاهد آن درجهٔ هشتم و نت آغاز و ایست آن درجهٔ ششم چهارگاه است، که این نت خود شاهد مخالف و همایون نیز هست. مانند گوشهٔ مغلوب در دستگاه سه‌گاه، در چهارگاه نیز گوشهٔ مغلوب مسیر گوشهٔ مخالف را به سمت اوج دستگاه گسترش می‌دهد.
حُدی و پهلوی
این گوشه‌ها برای مثنوی‌خوانی به کار می‌روند. حدی در پرده‌های چهارگاه و پهلوی در پرده‌های گوشهٔ مخالف اجرا می‌شود. پهلوی در انتها با آهنگ حدی به چهارگاه فرود می‌آید.
اگر چه می‌توان بعد از ورود به اوج چهارگاه از طریق گوشهٔ مغلوب، مستقیماً به گوشهٔ منصوری رفت اما در یک اجرای کامل‌تر از دستگاه چهارگاه، گوشه‌های حدی و پهلوی قبل از منصوری اجرا می‌شوند. این گوشه‌ها معمولاً با اشعار حماسی از مثنوی شاهنامه فردوسی اجرا می‌شوند. گاه از گوشهٔ حدی فرودی به درجات گوشهٔ مویه انجام می‌شود و در این هنگام درجهٔ پنجم به صورت یک نت متغیر، کمی بمتر اجرا می‌شود (به اندازهٔ یک ربع پرده). در گوشهٔ پهلوی، درجهٔ سوم پس از اوج به عنوان نت شروع استفاده می‌شود و در چنین شرایطی این درجه ربع پرده بمتر می‌شود اما پس از آن به جای خود بازگردانده می‌شود.
رَجَز (یا اُرجوزَه)
نام آن به بحر رجز (از اوزان عروضی در شعر فارسی) اشاره دارد، و نیز به معنای لفظی رجز خواندن (شعر خواندن در معرکه و جنگ). از همین رو انتظار می‌رود که گوشهٔ رجز که در پرده‌های چهارگاه اجرا می‌شود، باری حماسی و رزمی داشته باشد، اما در عمل بیشتر باری عاطفی و عرفانی دارد. با این حال گاه در زورخانه با اشعار حماسی نیز خوانده می‌شود. از نظر فواصل، رجز به حدی بسیار نزدیک است.
منصوری
شاهد آن درجهٔ هشتم (اوج) چهارگاه است و به طور مکرر به دو نتِ زیرین و زبَرین (درجه‌های هفتم و نهم چهارگاه) گردش می‌کند که این امر با آن حالتی توأم با غم و گرفتگی می‌دهد. وسعت آن عملاً به یک فاصلهٔ سوم کم‌کوچک محدود است. نت آغاز آن معمولاً درجهٔ نهم چهارگاه است و نت ایست آن معمولاً درجهٔ هفتم. بالاترین درجه‌ای که در اوج چهارگاه اجرا می‌شود، درجهٔ سوم یا چهارم بالای اوج است که در منصوری اجرا می‌شود. در انتهای منصوری، فرودی به نت پایهٔ چهارگاه رخ می‌دهد و اجرای دستگاه به پایان می‌رسد.

### رابطه با دیگر دستگاه‌ها
دستگاه چهارگاه و دستگاه سه‌گاه با هم «برادر» دانسته می‌شوند؛ این به خاطر ارتباط زیاد این دو دستگاه است، چنان‌که هر دو تعداد گوشهٔ همنام دارند که اگرچه در هر دستگاه از گام آن دستگاه تبعیت می‌کنند اما ملودی مشابهی دارند. برای مثال در ردیف موسی معروفی، گوشه‌های زابل و حصار برای هر دوی این دستگاه‌ها آمده‌است؛ همچنین هر دو دستگاه گوشه‌هایی به نام مغلوب و مخالف دارند که نقش مهمی در ردیف آن‌ها دارند اگر چه نقش گوشهٔ مخالف در دستگاه چهارگاه چشمگیرتر است تا در سه‌گاه. به عقیدهٔ هرمز فرهت، تمام قطعاتی که در دستگاه سه‌گاه اجرا شوند را می‌شود عیناً در دستگاه چهارگاه نیز اجرا کرد (اما عکس این امر صادق نیست چون چهارگاه چند گوشهٔ اختصاصی دارد).
هر یک از دانگ‌های چهارگاه می‌تواند دانگ اول گام دستگاه همایون یا دانگ دوم گام بیات اصفهان فرض شود و این امر امکان پرده‌گردانی بین آن‌ها را فراهم می‌کند.

## احساس
دستگاه چهارگاه دارای سرزندگی و صلابت توصیف شده‌است و برای سبک حماسی مناسب دانسته می‌شود. در مقایسه با دستگاه‌های شور و سه‌گاه که فواصل آن‌ها ملایم و متعادل و حرکات در آن‌ها تغزلی هستند، در دستگاه چهارگاه حرکت ضربتی می‌تواند حالتی برانگیزاننده ایجاد کند. از سوی دیگر، اجرای چهارگاه با ضرب‌آهنگی آرام و معتدل می‌تواند فضایی تفکرآمیز ایجاد کند که برای مراقبه مناسب باشد.

## نمونه‌ها
با وجود آثار فراوانی که در دستگاه چهارگاه وجود دارد، سالار عقیلی خوانندهٔ معاصر ایرانی معتقد است که اجرای دشوار برخی از گوشه‌های این دستگاه نظیر حصار و مخالف باعث شده تا خوانندگان جدید از اجرای آثار در دستگاه چهارگاه پرهیز کنند. داریوش صفوت نیز آواز خواندن در دستگاه چهارگاه را از سه‌گاه دشواتر دانسته‌است.
از جمله آثار مشهور دورهٔ معاصر که در دستگاه چهارگاه ساخته‌شده‌اند می‌توان به آلبوم دستان اثر پرویز مشکاتیان و با آواز محمدرضا شجریان، آلبوم کنسرت ۷۷ اثر شهرام ناظری و گروه کامکارها، قطعهٔ سلام صبحگاهی اثر حسن کسائی، و آلبوم نخستین دیدار بامدادی اثر کیهان کلهر اشاره کرد. قطعهٔ «دخترک ژولیده» از علینقی وزیری نیز در همین دستگاه است. موسیقی تیتراژ مجموعه تلویزیونی پدرسالار (ساختهٔ بهرام دهقانیار) نیز در همین دستگاه ساخته شده‌است.
برخی از شادترین و رقص‌آورترین قطعات موسیقی سنتی ایرانی در دستگاه چهارگاه هستند. برای مثال، رِنگ «مبارک باد» که در عروسی‌ها در ایران به وفور اجرا می‌شود، در دستگاه چهارگاه است. آهنگ رقص بابا کرم نیز در همین دستگاه است. در مقابل، دستگاه چهارگاه در تعزیه‌خوانی نیز مرسوم بوده‌است و نوحه‌خوانی در این دستگاه متداول است.
سرود ایران جوان که اولین سرود ملی ایران دانسته می‌شود و توسط موسیو لومر ساخته شده نیز در دستگاه چهارگاه است. از اجراهای اخیر این سرود می‌توان به اجرای سالار عقیلی اشاره کرد.